# 修齐因
修齐因（發音：[sɔ́ zeiʔ]，1303年—1331年）是勃固王朝第四代国王，1324年至1331年在位。他是王朝创立者伐丽流的外甥，1324年从哥哥修乌手中接手王位。

## 统治
修齐因将都城由马达班迁至北边的勃固，并在马达班驻扎了大量军队。这是否因宗主素可泰王国重新占领德林达依河沿岸地区而促成，尚不清楚。修齐因统治的最南端不会超过毛淡棉。
在勃固，修齐因巩固了对伊洛瓦底三角洲的控制，并寻求向上缅甸扩张。1331年，他率军袭击了战略要地卑谬，该城本来由独立的国王统治，有着强大的陆军和海军。修齐因在战役中阵亡，他的部队也被击败。

## 家庭
修齐因与他的前任一样，有着掸族和孟族的血统。他的母亲宁宇延是伐丽流王的妹妹，有一半掸族血统。他名字中的“修”来自掸族敬语“Sao”。
成为国王后，修齐因与恭劳王的妻子僧陀明罗结婚。之后又娶了哥哥的王后——素可泰的女儿。他至少生有两个儿子（频耶宇和明林加）和一个女儿摩訶提毗。